# 록 아일랜드 디스트릭트
록 아일랜드 디스트릭트(Rock Island District, 약칭 RI)는 일리노이주 시카고에서 졸리엣까지 운행하는 메트라 통근 철도 노선이다. 메트라는 각 노선명을 색깔별로 지칭하지 않으나, 록 아일랜드 디스트릭트 선의 일정표에서는 "로켓 레드(Rocket Red)"로 지칭하기도 한다. 이는 시카고, 록아일랜드 & 태평양 철도의 로켓 여객열차에서 비롯되었다.

## 운행 정보
2018년 2월 일정표에는 매주 평일마다 33대의 열차가 시카고에서 출발하는데, 이 중 블루아일랜드에서 9대, 졸리에트에서 23대, 틴리 파크에서 1대의 열차가 종착한다. 원래 틴리 파크에서 종착하는 열차는 뉴 레녹스에서 종착했다. 2018년 2월 일정표에는 시카고행 평일 열차 34편도 나와 있는데, 그 중 22편이 졸리에트에서 출발한다. 나머지 12명은 블루아일랜드-버몬트 스트리트에서 출발한다. 주말 급행열차는 졸리엣까지 운행하고 주말 완행열차는 블루 아일랜드까지 짧은 시간 운행한다. 그러나 몇몇 완행열차들은 졸리엣으로 간다.
록아일랜드 디스트릭트는 졸리엣으로 가는 기존 록아일랜드 본선 그리고 그레셤과 블루아일랜드 사이를 서쪽으로 순환하는 약간 더 긴 교외선으로 이루어져 있다. 대부분의 열차는 후자를 사용한다. 본선의 해당 부분에 있는 두 역은 출퇴근 시간과 주말 급행 운행 중에만 운행된다.
2015년 6월, 메트라는 록 아일랜드 디스트릭트에서 주말 급행 서비스를 시작했다. 토요일과 일요일 모두 운행하는 6개의 급행 열차는 35번가 ~ 블루 아일랜드-버몬트 스트리트까지 급행 운행 후, 베벌리 지선(Beverly branch) 전체를 우회하여 졸리엣까지 전역정차한다. 완행 열차도 운행하며, 베벌리 지선에서 전역정차하고 블루 아일랜드-버몬트 스트리트에서 종착한다. 이 노선은 블루아일랜드에서 시내까지 가는데 20분 정도 걸린다. 2015년 8월 23일, 메트라는 2015년 11월 29일 시운전이 종료되면 주말 급행 운행을 영구 유지할 것이라고 발표했다.
록아일랜드 구역은 평일 동안 몇 대의 빈 장비 이동(데드헤드) 열차를 운행한다. 졸리엣, 모케나-프런트 스트리트, 틴리 파크역 사이에 내행 데드헤드가 예정되어 있으며 블루 아일랜드-버몬트 스트리트까지 운행된다.
록데일, 미누카, 모리스, 세네카, 마르세일즈, 오타와 등 여러 곳에 중간역이 있는 라살군의 라살-페루에서 졸리엣까지노선을 연장하자는 제안이 나왔다. 타당성 조사는 2003년에 완료되었다.

## 역목록
| 구역 | 역명(한국어)                  | 역명(영어)                   | 접속 노선 | 소재지       | 군   | 비고 |
| ---- | ----------------------------- | ---------------------------- | --- | ------------ | ---- | --- |
| A    | 라살 스트리트                 | LaSalle Street               | CTA L: 브라운, 핑크, 오렌지, 퍼플 급행 (라살레/밴뷰런), 블루 (라살레) CTA 버스: 1 브론즈빌/유니언역, 7 해리슨, 22 클락, 24 웬트워스, 36 브로드웨이, 126 잭슨, 130 뮤지엄 캠퍼스, 151 셰리던, 156 라살레 시카고 대시(ChicaGo Dash)                                                        | 시카고       | 쿡군 | |
| A    | 존스/브론즈빌                 | Jones/Bronzeville            | CTA L: 레드 ( 삭스-35th), 그린 (35th-브론즈빌-IIT) CTA 버스: 24 웬트워스, 31 31st, 35 31st/35th, 39 퍼싱 페이스 버스: 773 마컴/틴리 파크-개런티드 레이트 필드 익스프레스, 774 팰로스 하이츠/오크 론-개런티드 레이트 필드 익스프레스, 775 볼링브룩/버릿지-개런티드 레이트 필드 익스프레스 | 시카고       | 쿡군 | Flag Stop 관심 지역: 개런티드 레이트 필드, 일리노이 공과대학교, 시머 대학, 시카고 경찰 본사, 드 라살 연구소 |
| B    | 이글우드                      | Englewood                    | 뉴욕 센트럴 교외열차 · 펜실베이니아 철도 교외열차 · 니켈 플래닛 교외열차 | 시카고       | 쿡군 | 1970년대 폐역                                                                                               |
| B    | 노멀 파크                     | Normal Park                  | | 시카고       | 쿡군 | 폐역 |
| B    | 해밀튼 파크                   | Hamilton Park                | | 시카고       | 쿡군 | 폐역 |
| B    | 어번 파크                     | Auburn Park                  | | 시카고       | 쿡군 | 폐역 |
| B    | 그레셤                        | Gresham                      | CTA 버스: 8A 사우스 허스티드, 24 웬트워스, 87 87th, N87 87th | 시카고       | 쿡군 | |
| C    | 브레이너드                    | Brainerd                     | | 시카고       | 쿡군 | |
| C    | 91번가-비버리힐스             | 91st Street – Beverly Hills  | | 시카고       | 쿡군 | |
| C    | 95번가-비버리힐스             | 95th Street – Beverly Hills  | CTA 버스: 95 95th 페이스 버스: 381 95번가, 395 95th/댄 라이언 CTA역/UPS 호지킨 리미티드 | 시카고       | 쿡군 | |
| C    | 95번가 롱우드                 | 95th Street–Longwood         | CTA 버스: N9 애슈랜드, 95 95th, 112 빈센느/111th 페이스 버스: 3381 95번가, 395 95th/댄 라이언 CTA역/UPS 호지킨 리미티드 | 시카고       | 쿡군 | 본선 (출퇴근 전용)                                                                                          |
| C    | 99번가-롱우드                 | 99th Street – Longwood       | | 시카고       | 쿡군 | 1985년 폐역                                                                                                 |
| C    | 99번가-비버리힐스             | 99th Street – Beverly Hills  | | 시카고       | 쿡군 | |
| C    | 103번가-비버리힐스            | 103rd Street – Beverly Hills | CTA 버스: 103 웨스트 103rd | 시카고       | 쿡군 | |
| C    | 107번가-비버리힐스            | 107th Street – Beverly Hills | | 시카고       | 쿡군 | |
| C    | 워싱턴 헤이츠                 | Washington Heights           | CTA 버스: 9 애슈랜드, 103 웨스트 103rd, 112 빈센느/111th | 시카고       | 쿡군 | 본선 (출퇴근 전용)                                                                                          |
| C    | 기빈스                        | Givins                       | | 시카고       | 쿡군 | 1984년 폐역                                                                                                 |
| C    | 111번가-모건 파크             | 111th Street – Morgan Park   | CTA 버스: 112 빈센느/111th | 시카고       | 쿡군 | |
| C    | 115번가-모건 파크             | 115th Street – Morgan Park   | | 시카고       | 쿡군 | |
| C    | 119번가                       | 119th Street                 | CTA 버스: 119 미시간/119th | 블루아일랜드 | 쿡군 | |
| D    | 123번가                       | 123rd Street                 | | 블루아일랜드 | 쿡군 | Flag Stop                                                                                                   |
| D    | 프레리 스트리트               | Prairie Street               | | 블루아일랜드 | 쿡군 | Flag Stop                                                                                                   |
| D    | 블루 아일랜드-버몬트 스트리트 | Blue Island–Vermont Street   | 메트라: 메트라 일렉트릭 디스트릭트 (블루아일랜드역) · 페이스 버스: 348 하베이/리버데일/블루아일랜드, 349 사우스 웨스턴, 359 로빈스/사우스 켓지 애비뉴, 385 87th/111th/127th | 블루아일랜드 | 쿡군 | |
| D    | 로빈스                        | Robbins                      | 페이스 버스: 359 로빈스/사우스 켓지 애비뉴 | 로빈스       | 쿡군 | Flag Stop                                                                                                   |
| D    | 미들로디언                    | Midlothian                   | 페이스 버스: 354 하비/오크포리스트 루프 | 미들로디언   | 쿡군 | |
| E    | 오크포리스트                  | Oak Forest                   | 페이스 버스: 354 하비/오크포리스트 루프, 364 159번가, 383 사우스 시세로 | 오크포리스트 | 쿡군 | |
| E    | 틴리 파크                     | Tinley Park                  | 페이스 버스: 386 사우스 할렘 | 틴리 파크    | 쿡군 | |
| E    | 틴리 파크-80번로              | Tinley Park – 80th Avenue    | | 틴리 파크    | 쿡군 | |
| F    | 모케나-히코리 크릭            | Mokena – Hickory Creek       | | 모케나       | 윌군 | |
| F    | 모케나-프론트 스트리트        | Mokena – Front Street        | | 모케나       | 윌군 | |
| G    | 뉴레녹스                      | New Lenox                    | | 뉴레녹스     | 윌군 | |
| H    | 졸리엣                        | Joliet                       | 메트라: 헤리티지 코리더 · 암트랙: 링컨 서비스, 텍사스 이글 · 페이스 버스: 501 웨스트 제퍼슨, 504 사우스 졸리엣, 505 웨스트 졸리엣 루프, 507 플레인필드, 508 이스트 졸리엣, 509 포리스트파크, 511 졸리엣–엘우드-디어 런, 832 졸리엣-오를란드 스퀘어, 834 졸리엣 - 다우너즈 그로브         | 졸리엣       | 윌군 | |

## 같이 보기
- 메트라(Metra)
- 비버리/모건 레일로드 디스트릭트